# Stephen Seymour
Stephen A. Seymour (* 15. Dezember 1919 in New York; † 20. Juni 1973 in Ventura, Kalifornien) war ein US-amerikanischer Szenenbildner beim Film.

## Leben
Stephen Seymour arbeitete von 1941 bis 1945 als Szenenbildner in Hollywood, wo er bei Paramount Pictures angestellt war. Bei der Oscarverleihung 1942 war er zusammen mit Raoul Pene Du Bois in der Kategorie Bestes Szenenbild (Farbfilm) für Louisiana Purchase nominiert, unterlag jedoch Cedric Gibbons, Urie McCleary und Edwin B. Willis, die den Oscar für Blüten im Staub (Blossoms in the Dust) letztlich gewinnen konnten. Weitere Filme, deren Kulissen Seymour mitgestaltete, waren der Kriegsfilm Mutige Frauen (So Proudly We Hail!, 1943), der Horrorfilm Der unheimliche Gast (The Uninvited, 1944) sowie Leo McCareys Kassenschlager Der Weg zum Glück (Going My Way, 1944) mit Bing Crosby in der Hauptrolle. Bereits 1945 zog sich Seymour aus dem Filmgeschäft zurück. Er starb 1973 im Alter von 53 Jahren in Ventura, Kalifornien.

## Filmografie (Auswahl)
- 1941: Louisiana Purchase
- 1942: Gangsterfalle (Lucky Jordan)
- 1942: Star Spangled Rhythm
- 1943: Mutige Frauen (So Proudly We Hail!)
- 1944: Sensation in Morgan’s Creek (The Miracle of Morgan’s Creek)
- 1944: Der unheimliche Gast (The Uninvited)
- 1944: Der Weg zum Glück (Going My Way)
- 1944: Sturzflug ins Glück (Practically Yours)
- 1945: Incendiary Blonde

## Auszeichnungen
- 1942: Oscar-Nominierung in der Kategorie Bestes Szenenbild (Farbfilm) für Louisiana Purchase zusammen mit Raoul Pene Du Bois